# 朱尔·拉贝厄
朱尔·拉贝厄（法語：Jules Labéeu，？—？），比利时男子竞技体操运动员。他曾参加1920年在安特卫普举行的夏季奥运会，在男子团体全能项目上获得银牌。